# Saint Louis Art Museum
Saint Louis Art Museum – muzeum sztuki w Stanach Zjednoczonych, odwiedzane przez około pół miliona osób rocznie.